# Tumnin
Tumnin (ryska Тумни́н) är en flod Chabarovsk kraj i Ryssland. Floden är 364 km lång och har en avrinningsyta på 22 400 km². Floden har en vattenföring på 252 m³/s.
Floden rinner ut från östsidan av Sichote-Alin och mynnar ut i Tatarsundet, norr om Sachalin.
Tumnin är rik på fisk, både lax och stör leker i floden, till exempel Acipenser mikadoi.